# Lục quân Anh
Lục quân Anh là lực lượng tác chiến chính trên bộ của Vương quốc Anh, một bộ phận của Lực lượng Vũ trang Anh. Tính đến  năm 2019, Lục quân Anh chỉ bao gồm hơn 79.300 nhân viên được đào tạo (toàn thời gian) và chỉ hơn 27.200 nhân viên dự bị được đào tạo (bán thời gian).
Lục quân Anh hiện đại có từ năm 1707, với tiền lệ trong Lục quân Vương quốc Anh được tạo ra trong thời kỳ Trung hưng năm 1660. Thuật ngữ Lục quân Anh được thông qua vào năm 1707 sau Đạo luật Liên minh giữa Anh và Scotland. Các thành viên của Lục quân Anh thề trung thành với quốc vương với tư cách là tổng tư lệnh của họ, nhưng Dự luật Nhân quyền năm 1689 đòi hỏi phải có sự chấp thuận của quốc hội để Hoàng gia duy trì một đội quân thường trực thời bình. Do đó, Nghị viện phê chuẩn lục quân bằng cách thông qua Đạo luật Lực lượng Vũ trang ít nhất năm năm một lần. Quân đội do Bộ Quốc phòng quản lý và được chỉ huy bởi Tổng tham mưu trưởng.
Lục quân Anh đã chứng kiến hành động trong các cuộc chiến lớn giữa các cường quốc trên thế giới, bao gồm Chiến tranh Bảy năm, Chiến tranh Napoléon, Chiến tranh Crimea và Chiến tranh Thế giới Thứ nhất và Thứ hai. Chiến thắng của Anh trong các cuộc chiến quyết định này cho phép nước này ảnh hưởng đến các sự kiện thế giới và trở thành một trong những cường quốc quân sự và kinh tế hàng đầu thế giới. Kể từ khi Chiến tranh Lạnh kết thúc, Quân đội Anh đã được triển khai đến một số khu vực xung đột, thường là một phần của lực lượng viễn chinh, lực lượng liên minh hoặc một phần của hoạt động gìn giữ hòa bình của Liên Hợp Quốc.

## Sách tham khảo
- Bates, Gill (2010). Rising Star: China's New Security Diplomacy. Brookings Institution Press. tr. 25. ISBN 978-0-8157-0453-9.
- BBC staff (ngày 6 tháng 1 năm 2007). "Recruitment Age for Army Raised". BBC News. Lưu trữ bản gốc ngày 8 tháng 2 năm 2012.
- Beevor, Antony (1990). Inside the British Army. London: Chatto & Windus. ISBN 0-7011-3466-6.
- Buchanan, Michael (ngày 27 tháng 11 năm 2008). "Irish swell ranks of UK military". BBC.
- Burnside, Iain (ngày 19 tháng 5 năm 2010). "Songs for squaddies: the war musical Lads in Their Hundreds". The Guardian.
- Cassidy, Robert M (2006). Counterinsurgency and the global war on terror: military culture and irregular war. Greenwood Publishing Group. ISBN 0-275-98990-9.
- Chisholm, Hugh, biên tập (1911). "Constantinople" . Encyclopædia Britannica. Quyển 7 (ấn bản thứ 11). Cambridge University Press. tr. 3.
- Chandler, David; Beckett, Ian, biên tập (2003). The Oxford History of the British Army. Oxford Paperbacks.
- Connolly, Sean J. (1998). The Oxford Companion to Irish history. Oxford: Oxford University Press. tr. 505. ISBN 978-0-19-211695-6.
- Ensor, (Sir) Robert (1980) [1936]. England: 1870–1914. (The Oxford History of England). Quyển XIV . Oxford: Oxford University Press. ISBN 0-19-821705-6.
- Fremont-Barnes, Gregory (2009). Who Dares Wins – The SAS and the Iranian Embassy Siege 1980. Osprey Publishing. ISBN 1-84603-395-0.
- French, David. Army, Empire, and Cold War: The British Army and Military Policy, 1945–1971 (2012) DOI:10.1093/acprof:oso/9780199548231.001.0001
- Gilbert, Martin (2005). Churchill and America. Simon & Schuster. tr. 301. ISBN 0-7432-9122-0.
- Heyman, Charles (2009). The Armed Forces of the United Kingdom 2010–2011. Pen & Sword. ISBN 978-1-84884-084-3.
- Holmes, Richard (2002). Redcoat: The British soldier in the Age of Horse and Musket. HarperCollins. tr. 48, 55–57, 59–65, 177–8. ISBN 978-0-00-653152-4.
- Holmes, Richard (2011). Soldiers: Army Lives and Loyalties from Redcoat to Dusty Warriors. HarperCollins.
- Mallinson, Allan (2009). The Making of the British Army. Bantam Press. ISBN 978-0-593-05108-5.
- McGarrigle, Heather (ngày 6 tháng 12 năm 2010). "British army sees more Irish recruits". Belfast Telegraph.
- McKernan, Michael (2005). Northern Ireland in 1897–2004 Yearbook 2005. Stationery Office. tr. 17. ISBN 978-0-9546284-2-0.
- Miller, John (2000). James II. Yale University Press. ISBN 978-0-300-08728-4.
- Norton-Taylor, Richard (ngày 5 tháng 4 năm 2008). "Commonwealth recruitment caps & current commonwealth troop levels". The Guardian. London. Lưu trữ bản gốc ngày 28 tháng 4 năm 2011.
- OED staff (tháng 6 năm 2013). "Rupert, n.". Oxford English Dictionary . Oxford University Press.
- OED staff (tháng 6 năm 2013). "Taffy, n.2". Oxford English Dictionary . Oxford University Press.
- Ripley, Tim (ngày 10 tháng 12 năm 2008). "UK Army Air Corps received Dauphins". Jane's Defence Weekly. Quyển 45 số 50. tr. 10.
- Rogers, Colonel H.C.B. (1968). Battles and Generals of the Civil Wars. Seeley Service & Company.
- Royal Scots Greys (1840). Historical record of the Royal regiment of Scots dragoons: now the Second, or Royal North British dragoons, commonly called the Scots greys, to 1839. tr. 56–57.
- Sharrock, David (ngày 10 tháng 9 năm 2008). "Irish recruits sign up for British Army in cross-border revolution". The Times. London.[liên kết hỏng]
- SMH Military correspondent (ngày 26 tháng 10 năm 1939). "British Army Expansion". The Sydney Morning Herald. tr. 5. Truy cập ngày 18 tháng 6 năm 2010. {{Chú thích báo}}: |author= có tên chung (trợ giúp)
- Taylor, AJP (1976). The Second World War an illustrated history. Penguin books. ISBN 0-14-004135-4.
- Taylor, Claire; Brooke-Holland, Louisa (ngày 28 tháng 2 năm 2012). "Armed Forces Redundancies" (PDF). House of Commons. Truy cập ngày 13 tháng 5 năm 2012.[liên kết hỏng]
- Warwick, Nigel W. M. (2014). In every place: The RAF Armoured Cars in the Middle East 1921–1953. Rushden, Northamptonshire, England: Forces & Corporate Publishing Ltd. ISBN 978-0-9574725-2-5.